# Ytterhogdals landskommun
Ytterhogdals landskommun var en kommun i Hälsingland, i Jämtlands län.

## Administrativ historik
Kommunen bildades 1863 i Ytterhogdals socken i Hälsingland samband med att 1862 års kommunalförordningar trädde i kraft. År 1864 överfördes den från Gävleborgs län till Jämtlands län. 1925 bröts Ängersjö landskommun ut ur kommunen. 
Vid kommunreformen 1952 återförenades Ängersjö med Ytterhogdal och bildade tillsammans med Överhogdals landskommun den nya Hogdals landskommun.
Området ingår sedan 1974 i Härjedalens kommun.

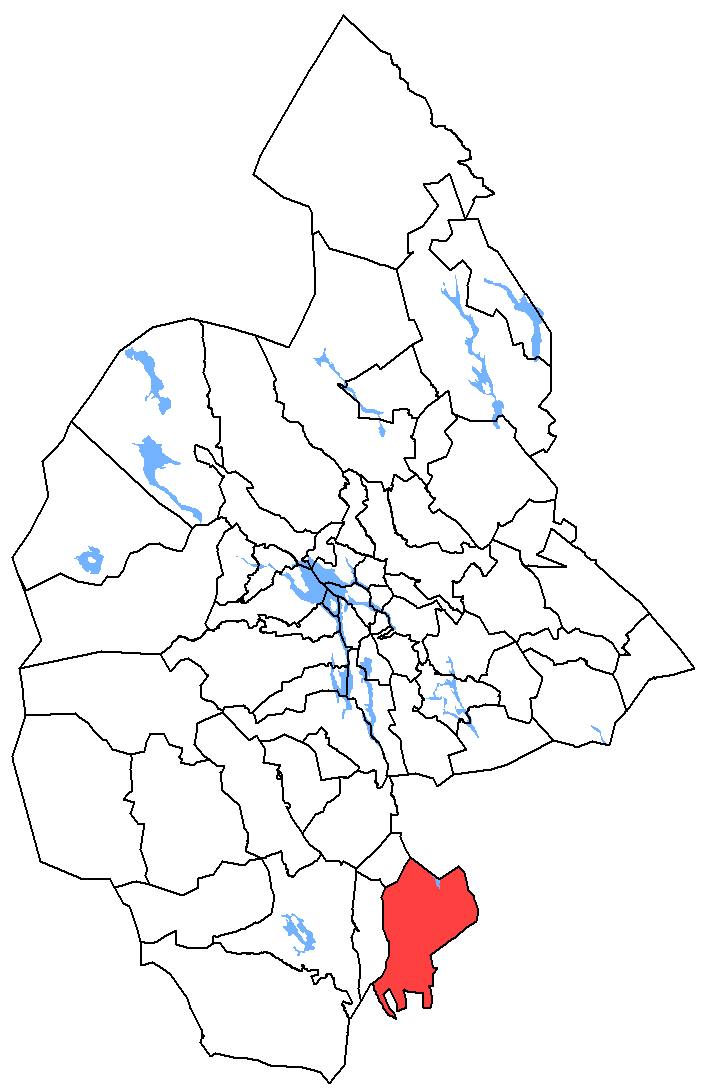
Ytterhogdals landskommun 1864-1924.
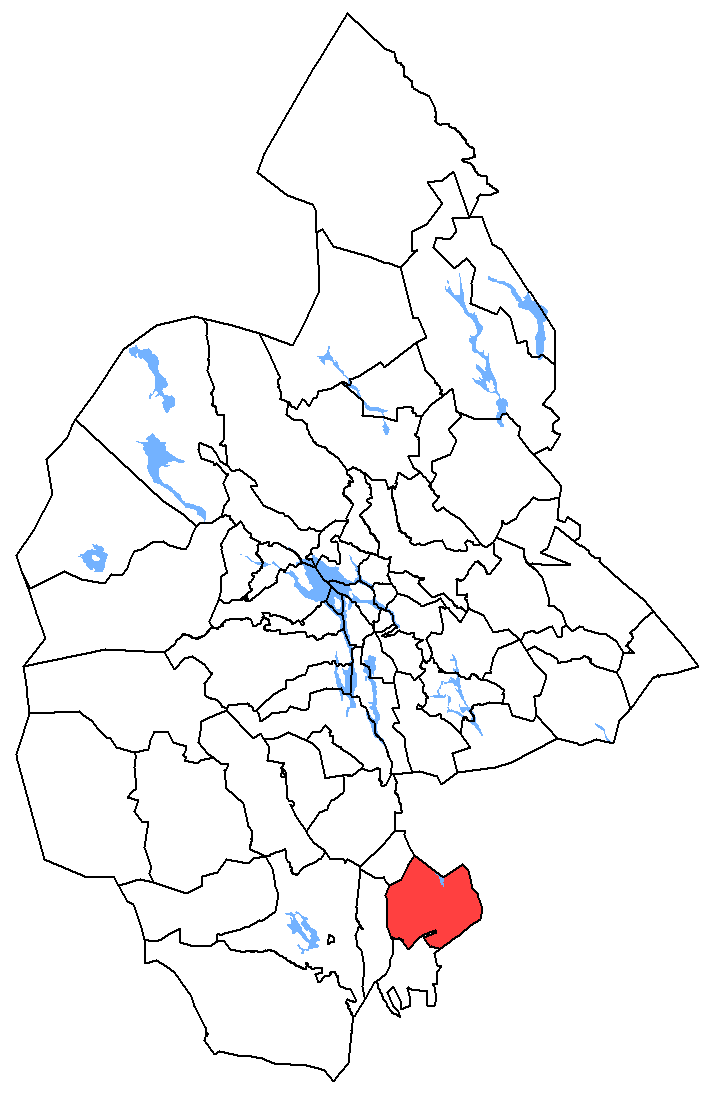
Ytterhogdals landskommun 1925-1951.

## Politik

### Mandatfördelning i valen 1938-1946
| 1 | 14 | 5 |

| 20 |

| 3 | 13 | 4 |

| 20 |

| 5 | 12 | 3 |

| 20 |